# Соломенко, Николай Степанович
Николай Степанович Соломенко (5 декабря 1923 года, Минск — 25 июня 1995 года, Санкт-Петербург) — советский учёный-механик в области механики деформируемых тел и строительной механики корабля, Заслуженный деятель науки и техники РСФСР, академик АН СССР (1984), академик РАН (1991), лауреат Государственной премии СССР, участник Великой Отечественной войны, инженер-контр-адмирал. Организатор и первый директор Института проблем транспорта РАН, который в 2006 году назван его именем.

## Биография
Николай Степанович Соломенко родился 5 декабря 1923 года в Минске. После окончания средней школы поступил на кораблестроительный факультет Высшего военно-морского инженерного училища им. Ф. Э. Дзержинского. Участник Великой Отечественной войны. В составе курсантского батальона принимал участие в сухопутных операциях Каспийской военной флотилии, награждён медалью «За оборону Кавказа». В последние годы войны проходил боевую практику на линкоре «Петропавловск» в составе Краснознамённого Балтийского флота.
В 1946 году, после окончания училища, был направлен для дальнейшего прохождения службы в Центральный научно-исследовательский институт военного кораблестроения (ЦНИИ Военного Кораблестроения), в котором проработал до 1984 года. Был младшим научным сотрудником, затем старшим научным сотрудником, заместителем начальника, начальником отдела, начальником управления, заместителем начальника института. Стал основателем научной школы в области строительной механики корабля, проводил исследования по созданию автоматизированных систем, обеспечивающих работу технических средств по борьбе за живучесть подводных лодок в аварийном состоянии.
В 1952—1955 годах читал лекции на математико-механическом факультете Ленинградского государственного университета, в 1955—1959 годах — на кораблестроительном факультете ВВМИУ им. Ф. Э. Дзержинского.
В 1965 году защитил докторскую диссертацию и стал профессором. В 1967 году вошёл в Научный совет по комплексной проблеме «Гидрофизика» при Президиуме Академии наук СССР, который был сформирован из специалистов Военно-морского флота, хорошо знавших кораблестроение и военную гидроакустику. В 1969 году член комиссии по подготовке и проведению глубоководного погружения на предельную глубину подводной лодки проекта 667А (заводской № 400). Являлся научным руководителем испытаний и принимал непосредственное в них участие. Величины измеренных тензометрическими датчиками напряжений в прочном корпусе лодки полностью совпали с расчётными, которые теоретически высчитал Соломенко.
18 марта 1972 года приказом Главкома ВМФ СССР на базе Океанариума ВМФ был создан Проблемный Совет председателем которого был назначен капитан 1-го ранга Соломенко. В 1975 году ему присвоено звание инженер-контр-адмирал.
В 1977 году Соломенко Н. С. было присвоено почётное звание Заслуженный деятель науки и техники РСФСР. 15 марта 1979 года он был избран членом-корреспондентом АН СССР по Отделению механики и процессов управления (строительная механика), 26 декабря 1984 года стал академиком АН СССР. В 1984 году Соломенко была присуждена Государственная премия СССР.
В 1984 году Соломенко был уволен с должности заместителя начальника Центрального научно-исследовательского института военного кораблестроения. В том же году он был избран членом Президиума Ленинградского научного центра АН СССР, с 1985 — членом Бюро отделения проблем машиностроения, механики и процессов управления АН СССР. С 1984 по 1988 годы работал первым заместителем председателя Президиума Ленинградского научного центра АН СССР.
В 1987 году Н. С. Соломенко организовал единственную в стране кафедру гидроупругости в Ленинградском государственном университете и до 1992 года был её заведующим.

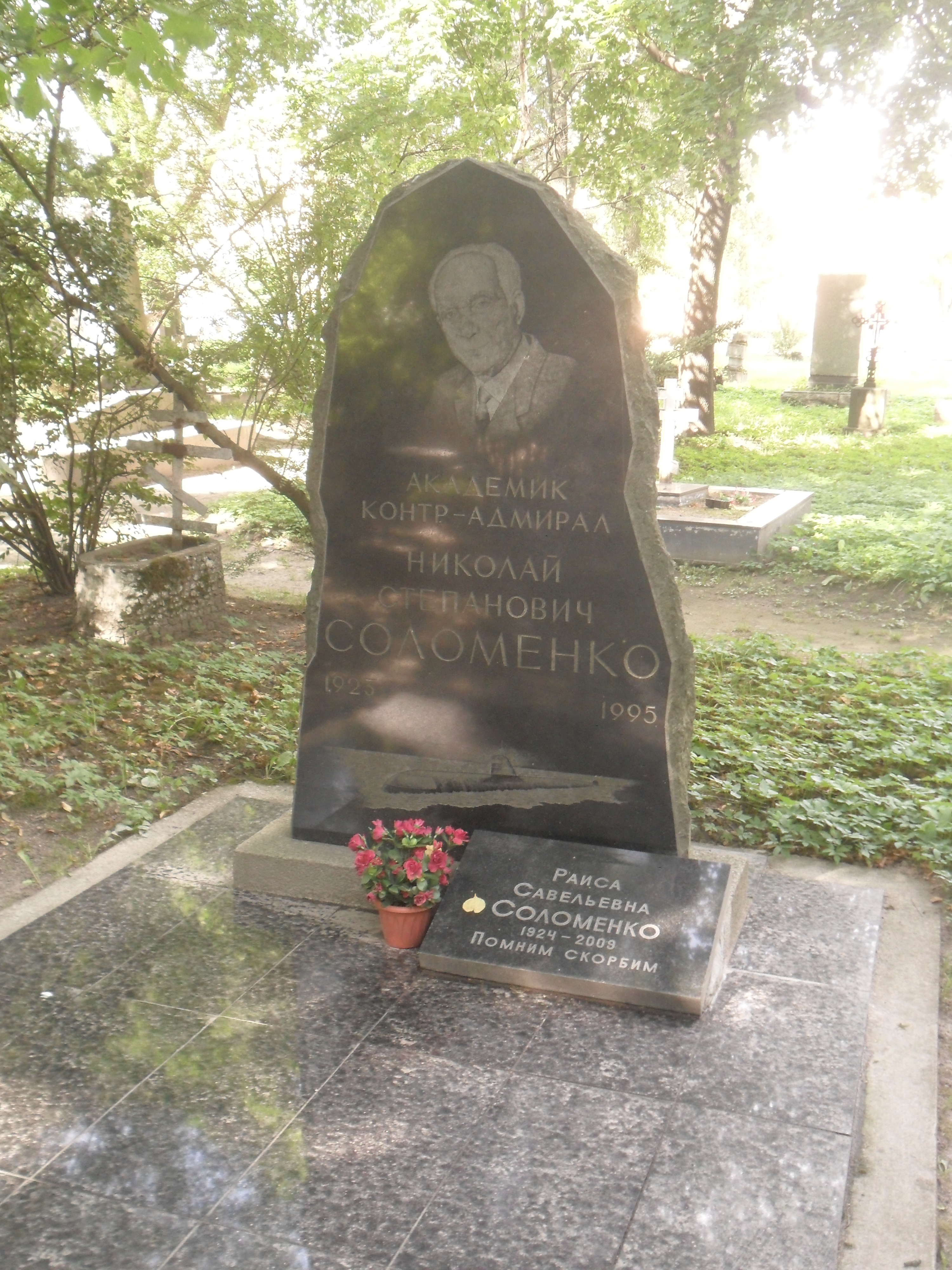
Могила Соломенко на Литераторских мостках в Санкт-Петербурге.

С 1988 года работал председателем Совета АН СССР по проблемам метрологии и стандартизации, с 1991 года председателем Научного совета РАН по проблемам транспорта, с 1993 года — председатель Совета Петербургского дома учёных РАН.
В 1990 году стал организатором и первым директором Института проблем транспорта РАН, который с 2006 года носит его имя. С 1991 года — академик РАН. Среди его учеников 8 докторов и 25 кандидатов наук.
Поддержал новое научное направление — теорию самоорганизации и саморегуляции природных систем D-SELF.
В 1994 году Соломенко вместе с академиком Д. Лихачёвым, писателями В. Конецким, Б. Стругацким, А. Арьевым, Я. Гординым, контр-адмиралом Ю. Халиуллиным и другими выступили в «Открытом письме России и Флоту» с предложением реабилитировать адмирала Колчака. При их участии была сформирована инициативная группа и выбрано место для установки мемориальной доски — Минный дворик Военно-морского училища имени М. Фрунзе. Однако увековечение памяти белому адмиралу состоялось только через 8 лет.
Николай Степанович Соломенко скоропостижно умер 25 июня 1995 года в Санкт-Петербурге. Похоронен на «Литераторских мостках» Волковского кладбища.
Коллега по работе и службе капитан 1 ранга, профессор Р. А. Нелепин на скоропостижную смерть друга откликнулся стихотворением «Памяти Н. С. Соломенко»:
Соломенко сказал мне перед смертью,
Что встретится со мною в мире том,
И всё, что не успели в коловерти.
Договорим, додумаем потом…Нелепин Р. А. 

## Награды и почётные звания
- орден Октябрьской Революции;
- орден Отечественной войны 1 степени;
- орден Красной Звезды;
- орден Трудового Красного Знамени;
- медали, в том числе медали «За боевые заслуги», «За оборону Кавказа» и другие[1][2][5].

Премии и почётные звания
- Заслуженный деятель науки и техники РСФСР (1977);
- Государственная премия СССР (1984)[1].

## Память
- В 2006 году именем Н. С. Соломенко назван Институт проблем транспорта РАН[9][15].
- В Санкт-Петербурге, на доме в котором с 1946 по 1968 год жил академик Соломенко, установлена мемориальная доска[16].
- На здании Института проблем транспорта РАН (Санкт-Петербург, Васильевский остров, 12-я линия, д. 13) установлена памятная доска со следующим текстом: «Здесь работал выдающийся учёный-механик, основатель и первый директор Института проблем транспорта РАН, лауреат Государственной премии СССР академик Николай Степанович Соломенко»[17].